# Rodolphe Kreutzer
Rodolphe Kreutzer, född 16 november 1766 i Versailles, död 6 januari 1831 i Genève, var en fransk violinist, kompositör, lärare och dirigent. Han var bror till Auguste Kreutzer.
Kreutzer, som var son till en tysk musiker, blev 1795 professor i violinspelning vid det nyinrättade konservatoriet i Paris och 1817 kapellmästare vid Stora operan. Han företog konsertresor till Tyskland och Italien. Som violinist var han en av den franska skolans främsta.
Som kompositör är Kreutzer mindre känd. Kreutzer skrev nitton violinkonserter och fyrtio operor. Nuförtiden är han mest känd för sina 42 etyder eller capriccion (1796) som fortfarande ingår i utbildningen för en violinist.
Ludwig van Beethoven tillägnade honom den så kallade Kreutzersonaten, opus 47.